# Cordilheira Grande (Uruguai)

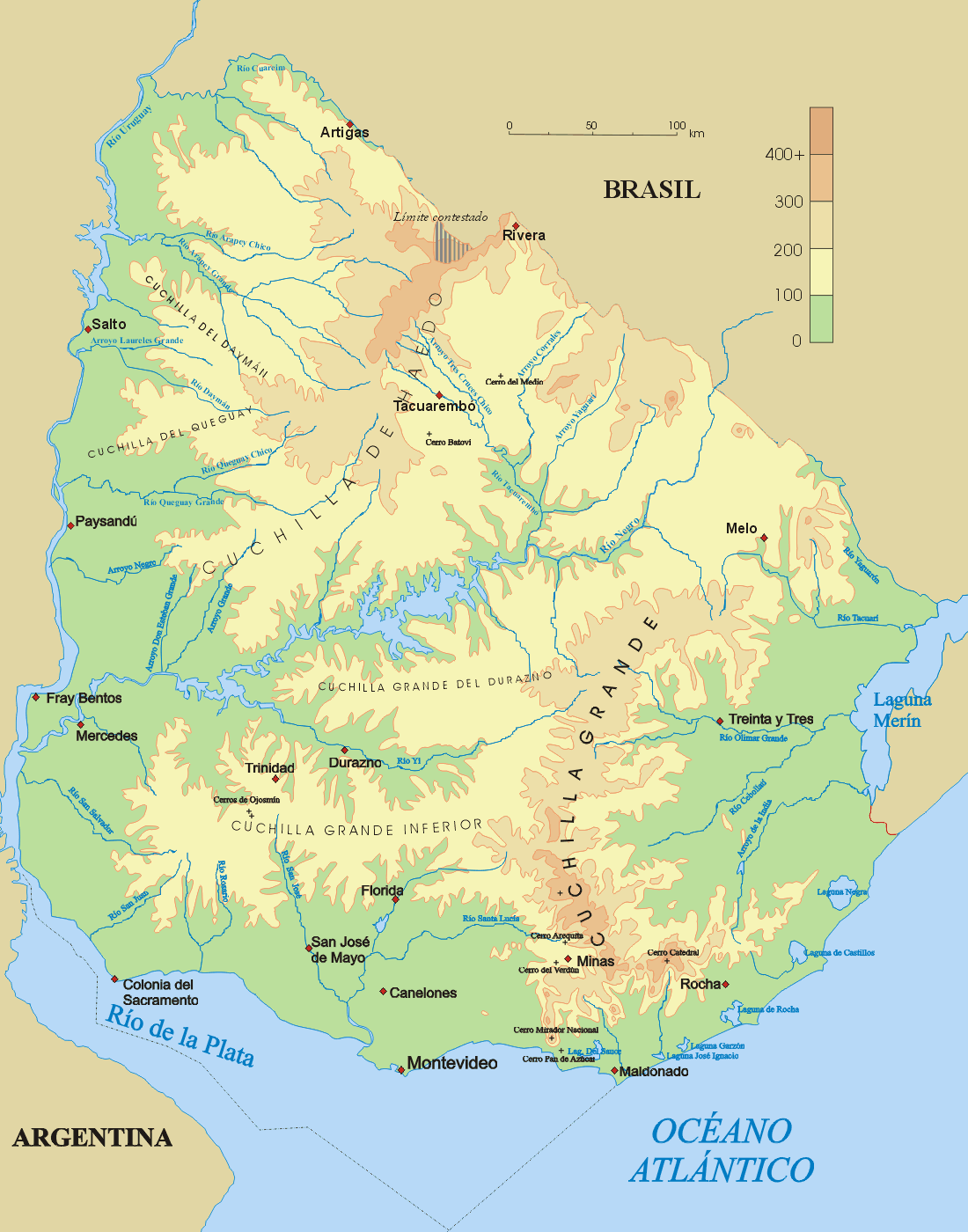
Mapa físico do Uruguai, com a Coxilha Grande (Cuchilla Grande), ao sudeste

A Cordilheira Grande ou Coxilha Grande (Cuchilla Grande em espanhol) é uma cordilheira formada por coxilhas, que cruza o território do Uruguai do oeste ao leste pelo sul do Rio Negro. Os terrenos presentes nessa região são de origem cristalina.

## Principais ramais
- Coxilha de Mansavillagra
- Serra Carapé
- Serra Aceguá
- Serra das Almas
- Coxilha Grande Inferior